# Anopheles rivadeneirai
Anopheles rivadeneirai este o specie de țânțari din genul Anopheles, descrisă de Levi-castillo în anul 1945.
Este endemică în Ecuador. Conform Catalogue of Life specia Anopheles rivadeneirai nu are subspecii cunoscute.